# ティル・マッティ
ティル・マッティ（Till Matti、1995年6月10日 - ）は、スイス出身のフリースキーヤー。

## 戦歴
2014年4月3日にイタリアで開催されたFIS Junior World Ski Championshipsではスロープスタイル種目で2位。2015年に開催されたスイス国内大会最高峰のNational Championshipsスロープスタイル種目では3位に輝いている。
2015年3月に地元スイスのSilvaplanaで開催されたFIS World Cupのスロープスタイル種目では予選を5位で通過し、決勝は9位。

## スポンサー
- Salomon